# Charles Francis Hall
Charles Francis Hall, né à Rochester (New Hampshire) en 1821 et mort le 8 novembre 1871 au Groenland, est un explorateur américain.

## Biographie
Hall est né à Rochester d'une famille d'ouvriers. Mis en apprentissage chez un maréchal, il se prend de passion pour l'écriture et devient journaliste à Cincinnati. Il publie alors de nombreux articles pour le Daily Penny Press. 
En 1860, il obtient le commandement de la Rescue pour rechercher en Arctique sir John Franklin mais une tempête fait sombrer le navire. Hall est recueilli par George Tyson qui, par hasard, se trouvait dans les mêmes parages et avec qui il avait sympathisé peu de temps avant.
Il organise deux expéditions entre 1860 et 1869 financées par Henry Grinnell, pour trouver des traces de l'expédition Franklin, vivant dans la baie de Frobisher sur l'île de Baffin parmi les Inuit, puis près de la baie de Repulse, sur la partie continentale du Canada.
Le 29 juin 1871, le Polaris, anciennement La Pervenche, de 387 tonneaux, attribuée par le secrétaire d'État, George M. Robeson et avec un soutien financier de 50 000 dollars du Congrès, commandé par Hall, mais piloté par Sidney O. Budington, Hall n'étant pas marin, quitte l'arsenal de New York pour conquérir le pôle nord, parrainé par le gouvernement américain. Il s'approche à 800 km du pôle nord sans parvenir plus loin et Hall, pris de vomissements et de fièvre, trouve la mort, empoisonné à l'arsenic.
Peu avant de mourir, il transmet sa passion de l'Arctique au capitaine canadien Joseph-Elzéar Bernier qui, par la suite, effectue douze expéditions dans l'Arctique.
Le 13 mai 1875 l'expédition Nares, en présence de 24 officiers et hommes d'équipage, appose sur sa tombe une plaque de bronze ramenée d'Angleterre sur laquelle est gravée : 
A la mémoire du capitaine C. F. Hall
du navire des États-Unis le Polaris,
qui sacrifia sa vie aux progrès de la science
le 8 novembre 1871
« Cette stèle a été érigée par l'expédition
anglaise de 1875, qui, suivant ses pas, a profité
de son expérience ».